# Fantome pe Mississippi
Fantome pe Mississippi (în engleză Ghosts of Mississippi) este un film biografic american din 1996 regizat de Rob Reiner și cu Alec Baldwin, Whoopi Goldberg și James Woods în rolurile principale. Filmul se bazează pe   o povestea adevărată a asasinării activistului Medgar Evers⁠(d) în 1963 de către membrul Ku Klux Klan Byron De La Beckwith și procesul din 1994 în care este condamnat la închisoare pe viață.
James Woods a fost nominalizat la premiile Oscar la categoria cel mai bun actor în rol secundar în rolul lui Byron De La Beckwith, dar a pierdut în fața lui Cuba Gooding Jr.. Coloana sonoră a filmului a fost compusă de Marc Shaiman⁠(d), iar John Seale⁠(d) a fost director de imagine.

## Intriga
Medgar Evers⁠(d) a fost un activist afro-american pentru drepturile civile din Mississippi asasinat pe 12 iunie 1963. Suspectul principal a fost Byron De La Beckwith, un supremațist alb. Acestea a fost judecat de două ori și în ambele procese juriul nu a ajuns la un consens⁠(d). În 1989, văduva lui Evers, Myrlie, care încerca să-l aducă pe De La Beckwith în fața justiției de peste 25 de ani, a considerat că are toate dovezile necesare pentru a intenta din nou un proces. Deși majoritatea dovezilor din vechiul proces dispăruseră, Bobby DeLaughter⁠(d), un asistent al procurorului districtual⁠(d), a decis să o ajute, deși a fost avertizat că această decizie i-ar putea afecta aspirațiile politice. DeLaughter se implică în aducerea lui De La Beckwith în tribunal pentru a treia oară în 30 de ani. În 1994, Byron De La Beckwith a fost găsit vinovat și condamnat la închisoare pe viață pentru asasinarea activistului Medgar Evers.

## Distribuție
- Alec Baldwin - Bobby DeLaughter
- Whoopi Goldberg - Myrlie Evers
- James Woods - Byron De La Beckwith
- Virginia Madsen - Dixie DeLaughter
- Susanna Thompson⁠(d) - Peggy Lloyd
- Craig T. Nelson - Ed Peters
- Lucas Black⁠(d) - Burt DeLaughter
- Alexa PenaVega⁠(d) - Claire DeLaughter
- William H. Macy - Charlie Crisco
- Benny Bennett - Lloyd "Benny" Bennett (Himself)
- Diane Ladd⁠(d) - Grandma Caroline Moore
- Margo Martindale⁠(d) - Clara Mayfield
- Darrell Evers - el însuși
- Yolanda King⁠(d) - Reena Evers
- Jerry Levine⁠(d) - Jerry Mitchell
- James Van Evers - el însuși
- Ramon Bieri - James Holley
- Michael O'Keefe - Merrida Coxwell
- Bill Smitrovich - Jim Kitchens
- Terry O'Quinn - Judge Hilburn
- Rex Linn - Martin Scott
- James Pickens Jr. - Medgar Evers
- Richard Riehle - Tommy Mayfield
- Bonnie Bartlett - Billie DeLaughter
- Brock Peters - Walter Williams
- Wayne Rogers - Morris Dees
- Bill Cobbs - Charles Evers
- Jerry Hardin - Grandpa Barney DeLaughter
- Jim Harley - Delmar Dennis
- Early Whitesides - Ross Barnett

## Muzica
Coloana sonoră a filmului a fost compusă de Marc Shaiman și conține două versiuni ale melodiei lui Billy Taylor⁠(d) „I Wish I Knew How It Feel to Be Free ” - una interpretată de Dionne Farris⁠(d) și cealaltă de Nina Simone - precum și alte melodii de Muddy Waters⁠(d), Tony Bennett, Robert Johnson și BB King.